# Orde van Verdienste (Hessen)

In navolging van Beieren stichtte ook de Duitse Bondsstaat Hessen in 1989 een Orde van Verdienste. In 1998 werd aan de om de hals te dragen Orde een IIe klasse toegevoegd. Deze wordt aan een lint op de linkerborst gedragen. Het lint van de Orde is blauw. Het gouden kruis is zeer langgerekt en heeft korte gouden stralen tussen de wit geëmailleerde armen. Op het rode medaillon is een gouden Hessische leeuw afgebeeld.